# Koltói Anna

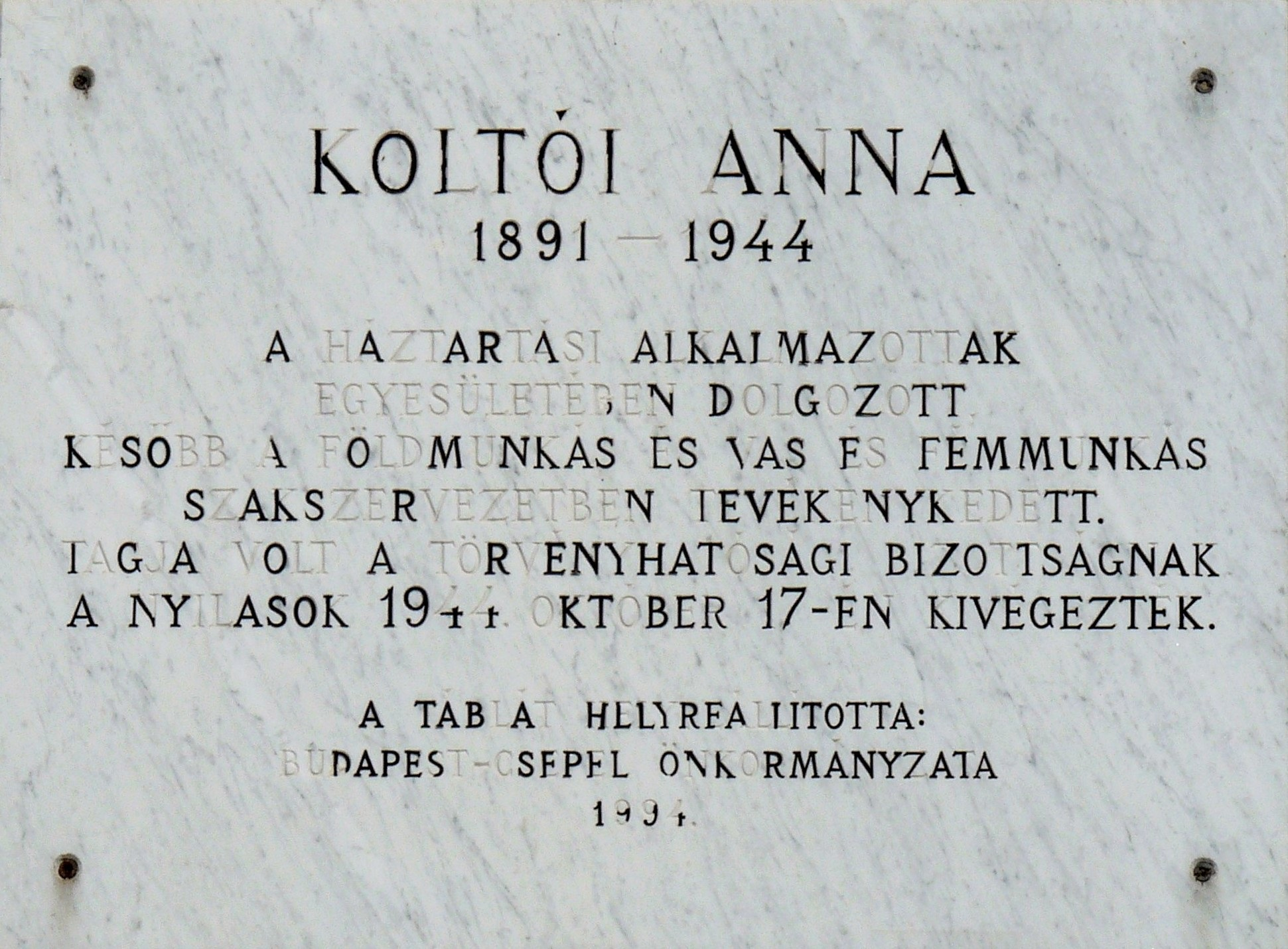
Emléktáblája Csepelen a korábban róla elnevezett utcában

Koltói Anna, született: Zeller Anna, névváltozat: Kristóf Anna (Budapest, 1891. június 13. – Budapest, 1944. október 17.) tisztviselő, szociáldemokrata nőmozgalmi vezető és várospolitikus.

## Élete
Zeller Anna törvénytelen leányaként született. Árva gyermekként nehéz körülmények között nőtt fel. Fiatalon került a csepeli Weiss Manfréd-gyárba, ahol megismerkedett a munkásmozgalommal. 1918-ban szakszervezeti bizalmiként működött, a Magyarországi Tanácsköztársaság idején a csepeli községi munkástanács tagja, illetve a közellátás egyik szervezője volt, a rendszer bukása után bíróság elé került és elítélték. A márianosztrai börtönben töltött el két évet. Miután kiszabadult, az SZDP nőszervezőjeként tevékenykedett. A Vas- és Fémmunkás Szövetség (a vasasszakszervezet) nőszervező országos bizottságának egyik alapító tagja és titkára volt. 1941-től önkormányzati képviselő (a törvényhatósági bizottság tagja) volt Budapesten.
1944. október 17-én a józsefvárosi, Mária Terézia tér 16. szám alatti lakásán lőtték le a nyilasok, fejsérülésébe belehalt.

## Emlékezete
1945 után több utcát is elneveztek róla Budapesten, ezek közül 2011-ben egyet, a Csepelen lévőt hagyták meg. 2012 áprilisában a csepeli Koltói Anna utcát a Fővárosi Közgyűlés döntése alapján Vermes Miklós Kossuth-díjas fizikus-tanárról nevezték el. Izbégen is utcát neveztek el róla (2016). Győrben 1970-től viseli nevét egy utca. Soltvadkert egyik leghosszabb és legtöbb lakású utcáját is róla nevezték el még a kommunista időkben. Pilisen, Tatán és Albertirsán ma is (2021) nevét viseli egy-egy utca. 2021. október 17-én Budapest VIII. kerületében a józsefvárosi Magdolna negyedben - meggyilkolásának évfordulóján - teret neveztek el róla. Albertirsán is van elnevezve róla utca.